# École normale supérieure de Cachan
École normale supérieure de Cachan (også kendt som ENS Cachan' eller École normale supérieure de Paris-Saclay) er en af Frankrigs grande écoles[kilde mangler]. Institutionens hovedcampus er beliggende ved Cachan.
ENS Cachan blev grundlagt i 1912 – for at uddanne universitetslærere. I dag fungerer ENS som et eliteuniversitet for embedsmænd, erhvervsfolk, forskere og politikere.